# Химшиашвили, Шериф

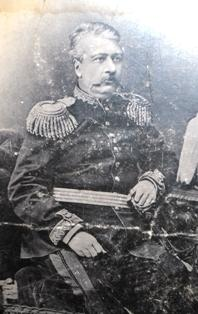

Шериф-бек Химшиашвили также Шериф-паша (груз. შერიფ ხიმშიაშვილი, тур. Şerif Paşa; 1829-1892) — великий князь, последний санджак-бей Верхней Аджарии во времена османского владычества, общественный деятель, революционер. Он перешел на сторону Российской империи во время Русско-турецкой войны (1877–78) и, таким образом, смог сохранить свою собственность и получить звание генерал-майора после присоединения Аджарии к России.

## Биография
Полное имя — Мехмет Шериф. Родился в 1829 году в Аджарии. Аджарец. Внук Селим-паши, сын Ахмет-паши. Мать Дуду Ханым из семьи Бежанидзе. Отец скончался в 1836 году и мать отправила его в Стамбул для обучения. После завершения учебы в звании полковника вернулся на родину. Стал губернатором Аджарии. Долгое время был губернатором. Был отпущен к Российской империи, потом отправился в Петербург, где записал двух своих сыновей в военную школу. В 1892 году скончался. Из сыновей Темур и Джемал беи получили титул паши.

## Память
- Улица Шерифа Химшиашвили в городе Батуми (Автономная Республика Аджария, Грузия).
- Дом-музей им. Шерифа Химшиашвили в Нигазеули (Автономная Республика Аджария, Грузия).